# Requests (소프트웨어)
Requests는 파이썬 프로그래밍 언어용 HTTP 클라이언트 라이브러리 (컴퓨팅)이다.
Requests는 가장 많이 다운로드되는 파이썬 라이브러리 중 하나이며 월별 다운로드 횟수는 3억 건이 넘는다. 이는 HTTP 프로토콜을 파이썬의 객체 지향 의미 체계에 매핑한다. Requests의 디자인은 다른 프로그래밍 언어용 HTTP 클라이언트 라이브러리에서 영감을 받아 복사되었다. 이는 또 다른 타사 파이썬 HTTP 라이브러리인 urllib3의 래퍼로 구현된다.
원저자인 케네스 레이츠(Kenneth Reitz)는 2015년 양극성 장애 진단을 받은 뒤 2019년 파이썬 소프트웨어 재단에 관리권을 넘겼다.

## 기능
Requests는 TLS/SSL 확인, 쿠키, 압축, SOCKS, 타임아웃, 다양한 요청 방법 및 사용자 정의 헤더를 지원한다.